# 溪堇菜
溪堇菜（学名：Viola epipsiloides）为堇菜科堇菜属的植物。分布于日本、俄罗斯及欧洲、朝鲜以及中国大陆的吉林、黑龙江等地，生长于海拔400米至1,000米的地区，多生于林中及湿草甸，目前尚未由人工引种栽培。